# The Quiet Boy Ate the Whole Cake
The Quiet Boy Ate the Whole Cake er det fjerde studiealbum af den danske gruppe Gangway, udgivet i marts 1991 på Electra. Albummet har solgt 20.000 eksemplarer.

## Spor
Alt tekst og musik er skrevet af Henrik Balling. 
1. "Biology" – 3:35
2. "Strawberry Coat" – 4:05
3. "Going Away" – 3:38
4. "Sisters In Legs" – 3:12
5. "Believe In Me" – 3:45
6. "Go Go Go" – 4:04
7. "Goodbye And Goodnight" – 4:35
8. "Don't Ask Yourself" – 3:28
9. "Biology (Reprise)" – 0:56
10. "Buck" – 3:21
11. "Thermometer Song" – 6:20

## Personel
Gangway
- Allan Jensen – vokal
- Henrik Balling – guitar, kor
- Torben Johansen – keyboards, kor

Yderligere musikere
- Cai Bojsen-Møller – trommer
- Jesper Siberg – sound design

Produktion
- David Motion – producer
- Felix Kendall – lydtekniker
- Peter Ravn – cover concept, design
- Morten Bjarnhof – foto